# Ole Puppe

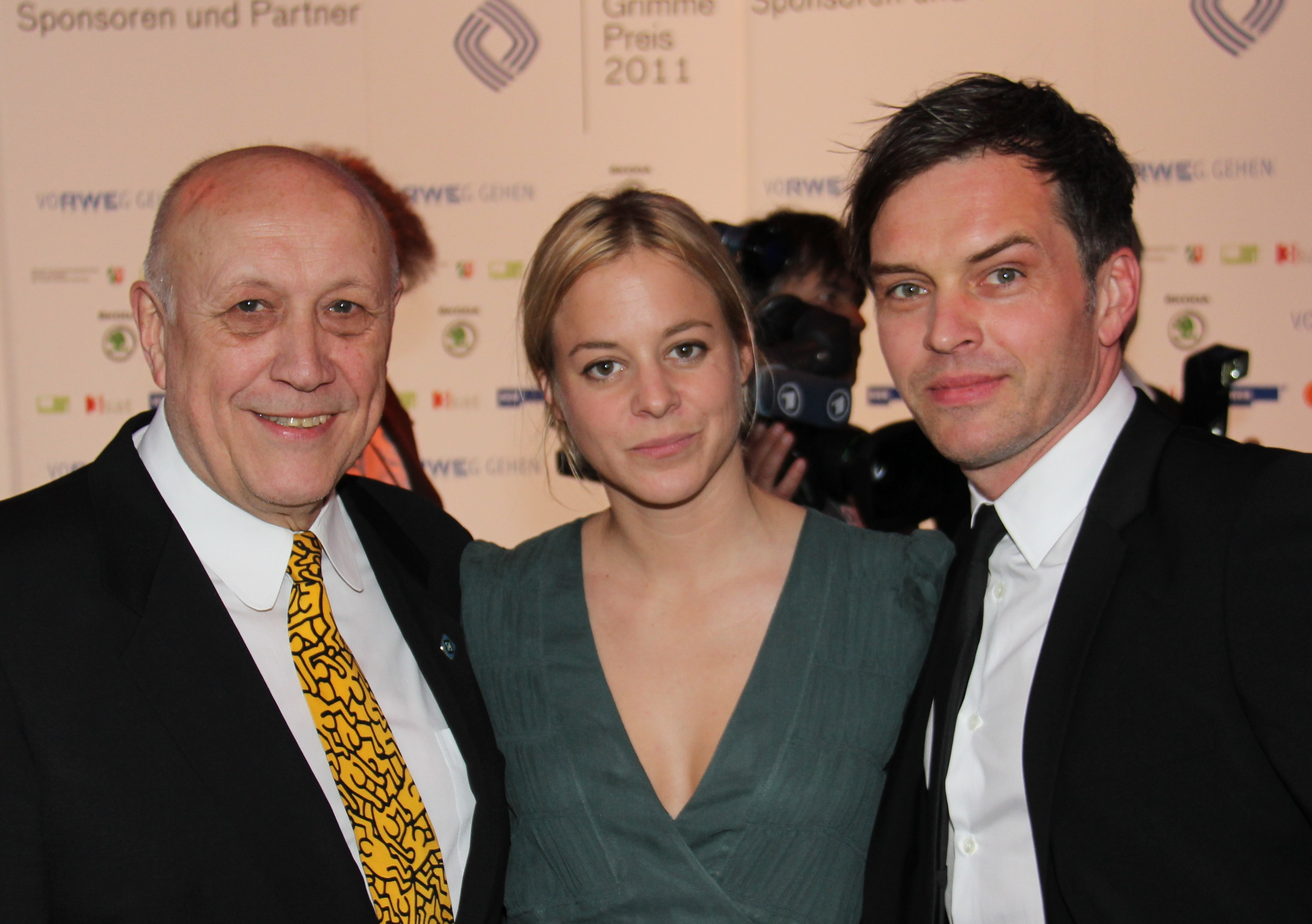
Ole Puppe (rechts) mit Bernadette Heerwagen und Ulrich Spies bei der Grimme-Preisverleihung 2011

Ole Torsten Puppe (* 6. August 1969 in Kelkheim (Taunus)) ist ein deutscher Schauspieler.

## Leben
Puppe besuchte in den Jahren 1991 bis 1995 die Hochschule für Musik und Theater Saarbrücken. Er ist ausgebildeter Sänger in den Fächern Tenor und Bariton und beherrscht die Instrumente Cello, Gitarre, Klavier und Schlagzeug. 1994 bis 1995 spielte er am saarländischen Staatstheater in Gerettet (Regie: Detlef Jakobsen) und Roberto Zucco (Regie: Ute Münz) und von 1995 bis 1998 am neuen theater Halle und war in Haben (Regie: Peter Sodann), Der Dieb (Regie: Francesca de Mart), Die schöne Helena (Regie: Gert Jurgons) und Stundenplan einer Rache (Regie: Dietmar Rahnefeld) zu sehen.
2001 trat er bei den Hamburger Kammerspielen in Cool, einem Gesangsabend mit Dominique Horwitz auf. Seit 2008 spielt er am Hessischen Staatstheater Wiesbaden den Ulrich in Stairways to heaven (Regie: Tobias Materna).
Von 2001 bis 2005 wirkte er in der 2003, 2004 und 2005 mit dem Deutschen Fernsehpreis für die beste Serie ausgezeichneten RTL-Polizeiserie Abschnitt 40 mit.
Ole Puppe ist mit der Schauspielerin Bernadette Heerwagen verheiratet und hat mit ihr zwei Töchter. Er lebt mit seiner Familie im Allgäu.

## Filmografie (Auswahl)

### Kino
- 2001: Null Uhr 12
- 2002: Hilfe, ich bin ein Junge
- 2003: Blueprint
- 2004: Schöne Frauen
- 2004: Transport (Kurzfilm)
- 2006: Vier Fenster
- 2007: Das Herz ist ein dunkler Wald
- 2010: Die grünen Hügel von Wales

### Fernsehen
- 1993: Ein unmöglicher Lehrer
- 1995: Polizeiruf 110: Grawes letzter Fall (Fernsehreihe)
- 2000: Hotel Elfie (Fernsehserie, 7 Folgen)
- 2000: Polizeiruf 110: Bis zur letzten Sekunde
- 2000: Tatort: Rattenlinie (Fernsehreihe)
- 2001: Lotto-Liebe
- 2001: Die Cleveren (Fernsehserie, Folge Die Abrechnung)
- 2001: Liebesschuld
- 2001: Ein starkes Team: Verraten und verkauft (Fernsehreihe)
- 2001–2006: Abschnitt 40 (Fernsehserie, 31 Folgen)
- 2002: Liebe ist ein Roman
- 2003: Der Landarzt (Fernsehserie, 3 Folgen)
- 2003: Wolffs Revier (Fernsehserie, 3 Folgen)
- 2003: Doppelter Einsatz: Tödliche Wahrheit (Fernsehreihe)
- 2004: Der Traum vom Süden
- 2004: Einmal Bulle, immer Bulle (Fernsehserie, 4 Folgen)
- 2005–2016: SOKO Leipzig (Fernsehserie, verschiedene Rollen, 3 Folgen)
- 2006: Meine Mutter tanzend
- 2006: SOKO Wismar (Fernsehserie, Folge Rauchzeichen)
- 2006: Tatort: Der Lippenstiftmörder
- 2006: Tatort: Bienzle und der Tod im Weinberg
- 2006–2011: Großstadtrevier (Fernsehserie, verschiedene Rollen, 3 Folgen)
- 2007: Ich heirate meine Frau
- 2007: Mein Mörder kommt zurück
- 2007: Wilsberg: Miss-Wahl (Fernsehreihe)
- 2007–2012: Notruf Hafenkante (Fernsehserie, verschiedene Rollen, 3 Folgen)
- 2008: Küstenwache (Fernsehserie, Folge Ungestillte Rache)
- 2008: Polizeiruf 110: Keiner schreit
- 2008: Die Frau des Frisörs
- 2008: Rosa Roth – Der Fall des Jochen B. (Fernsehreihe)
- 2008: Gott schützt die Liebenden
- 2009: SOKO Kitzbühel (Fernsehserie, Folge Der Tod hört mit)
- 2009: Kommissar Stolberg (Fernsehserie, Folge Ein starker Abgang)
- 2009: Tatort: Schweinegeld
- 2010: Letzter Moment
- 2010: Die Bergretter (Fernsehserie, Folge Gefährliche Affäre)
- 2010, 2017: Der Alte (Fernsehserie, verschiedene Rollen, 2 Folgen)
- 2011: Tatort: Auskreuzung
- 2012: Das Duo: Tote lügen besser (Fernsehreihe)
- 2012: Tatort: Tödliche Häppchen
- 2012: Tatort: Scherbenhaufen
- 2012: Tatort: Hinkebein
- 2012, 2016: Der Staatsanwalt (Fernsehserie, verschiedene Rollen, 2 Folgen)
- 2013: Heiter bis tödlich: Zwischen den Zeilen (Fernsehserie, 16 Folgen)
- 2013: Tod an der Ostsee
- 2014: Wilsberg: Nackt im Netz
- 2014: Neufeld, mitkommen!
- 2014: Tatort: Der Maulwurf
- 2017: Zarah – Wilde Jahre (Fernsehserie, 4 Folgen)
- 2017–2018: WaPo Bodensee (Fernsehserie, 13 Folgen)
- 2018: Tatort: Meta
- 2019: Solo für Weiss – Für immer Schweigen (Fernsehreihe)
- 2020: Lang lebe die Königin